# Kriminalwissenschaften
Unter dem Sammelbegriff Kriminalwissenschaften werden Disziplinen zusammengefasst, die das Phänomen der Kriminalität zum Gegenstand haben. Die Bezeichnung leitet sich von lateinisch crimen ab, was hier mit Verbrechen zu übersetzen ist.
Es wird zwischen juristischen (Strafrecht und Strafprozessrecht)  und nichtjuristischen (Kriminalistik und Kriminologie)  Kriminalwissenschaften unterschieden. Das Strafrecht befasst sich damit, wie ein Geschehen aus Sicht des Rechts dogmatisch zu beurteilen ist. Das Strafprozessrecht regelt, wie dieses Geschehen in einem rechtsförmigen Verfahren zu einem für die Rechtsgemeinschaft verbindlichen Abschluss gebracht wird. Kriminalisten und Kriminologen müssen dagegen keine Juristen sein. Die Kriminalistik ist die Wissenschaft von den Mitteln und Methoden der Verbrechensaufklärung und -bekämpfung. Kriminalisten ermitteln einen Sachverhalt, sie sind überwiegend Polizeibeamte. Das Interesse der Kriminologen geht dagegen weit über den einzelnen Kriminalfall hinaus. Kriminologie sucht nach Gesetzmäßigkeiten im Verhalten der Menschen, die mit einer Straftat zu tun haben, sei es als Opfer, Täter, Ermittler oder Justizangehöriger. Der kriminologische Blick ist stärker sozialwissenschaftlich, er gilt beiden Seiten, der des Verbrechens und der der Verbrechenskontrolle.
In manchen Darstellungen werden auch die diversen forensischen Disziplinen zu den (nichtjuristischen) Kriminalwissenschaften gezählt. Dazu zählen die Arbeitsgebiete, in denen systematisch kriminelle Handlungen identifiziert oder ausgeschlossen sowie analysiert oder rekonstruiert werden.